# The Lemonheads
The Lemonheads (с англ. — «Лимонные головы») — американская альт-рок-группа, образованная в Бостоне в 1986 году Эваном Дандо, Беном Дейли и Джесси Перецем. Дандо остался единственным постоянным участником группы. После первых релизов в панковом стиле и гастролей в качестве независимой/колледж-рок-группы в конце 1980-х годов популярность The Lemonheads среди массовой аудитории возросла в 1992 году с выходом альбома It’s a Shame About Ray на крупном лейбле, который был спродюсирован, смонтирован и сведен братьями Робб (Брюс Робб, Ди и Джо). За этим последовал кавер на песню Simon & Garfunkel «Mrs. Robinson», который в конечном итоге стал одним из самых успешных синглов группы. The Lemonheads были активны до 1997 года, прежде чем уйти на перерыв, но воссоединились с новым составом в 2005 году и выпустили восьмой студийный альбом The Lemonheads в следующем году. Группа выпустила свой последний альбом Varshons 2 в феврале 2019 года.
С момента основания в состав группы входили соучредители Дейли и Перец, Джон Стром (Blake Babies), Дуг Трахтен, Кори «Луг» Бреннан, Байрон Хогланд (Folks on Fire), Бен Дотри (Squirrel Bait), Джулиана Хэтфилд (Blake Babies), Ник Далтон (Godstar, Sneeze, The Plunderers), Дэвид Райан (Fuzzy), Патрик «Мёрф» Мёрфи (Dinosaur Jr.), Джордж Берц (Dinosaur Jr., Gobblehoof), Джош Латтанци, Билл Гибсон (The Eastern Dark), Марк «Будола» Ньюман, Кенни Лион, Весс Рухтенберг, Девон Эшли, Карл Альварес и Билл Стивенсон (Descendents), П. Дэвид Хейзел, Фарли Главин и многие другие.

## Характеристики
Стиль
В музыкальном плане группу классифицируют как альтернативный рок, гранж, джэнгл-поп, пауэр-поп, и поп-панк.

## Дискография
Смотри статью «Дискография The Lemonheads» в англ. разделе.
Студийные альбомы
- Hate Your Friends (1987)
- Creator (1988)
- Lick (1989)
- Lovey (1990)
- It's a Shame About Ray (1992)
- Come on Feel the Lemonheads (1993)
- Car Button Cloth (1996)
- The Lemonheads (2006)
- Varshons (2009)
- Varshons 2 (2019)
- Love Chant (2025)